# Cyclocephala spangleri
Cyclocephala spangleri är en skalbaggsart som beskrevs av Joly 2000. Cyclocephala spangleri ingår i släktet Cyclocephala och familjen Dynastidae. Inga underarter finns listade i Catalogue of Life.